# Chondropsis arenifera
Chondropsis arenifera är en svampdjursart som beskrevs av Carter 1886. Chondropsis arenifera ingår i släktet Chondropsis och familjen Chondropsidae. Inga underarter finns listade i Catalogue of Life.